# 江门水道

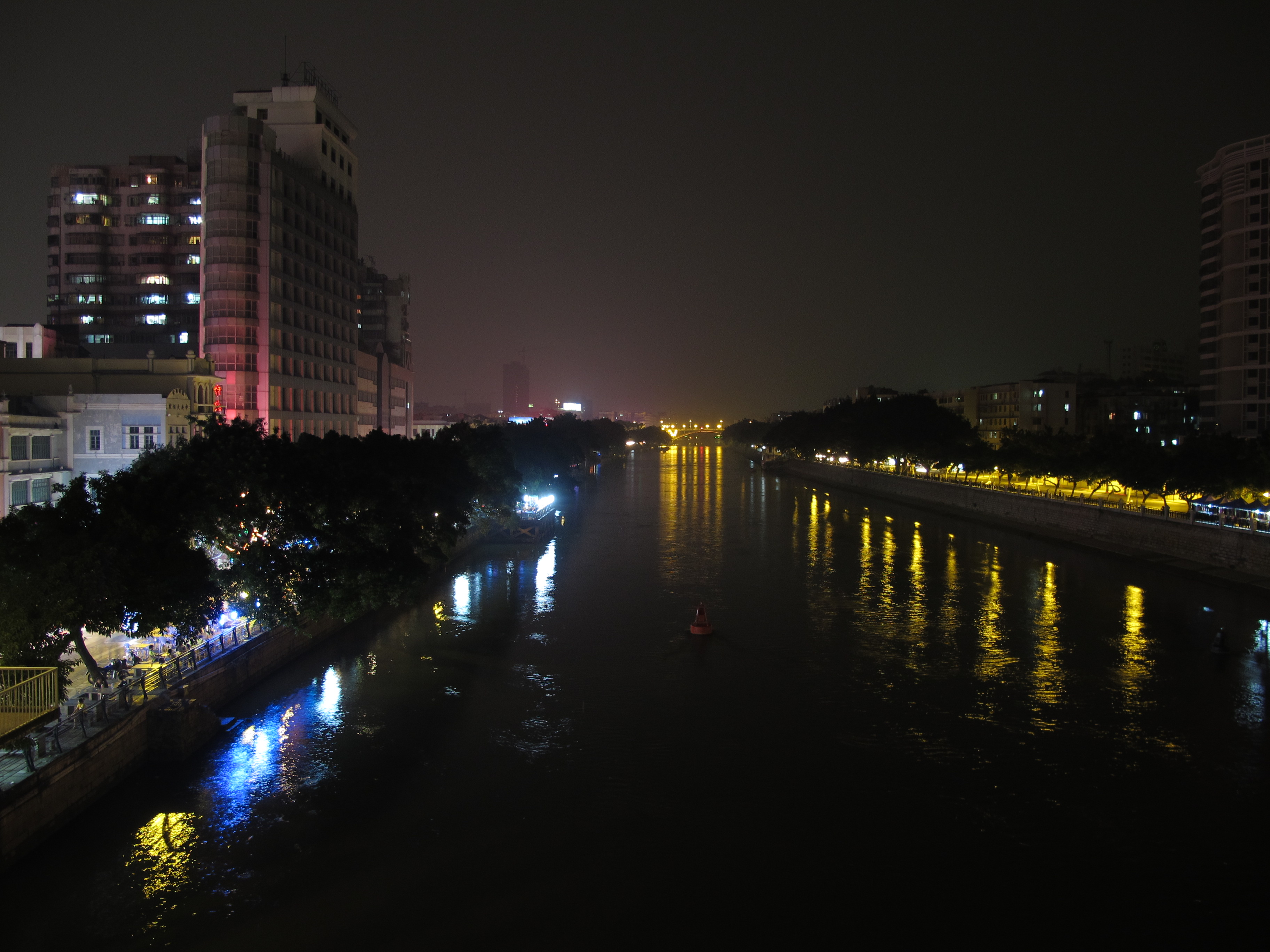
江门水道（蓬江）两岸夜景。

江门水道，也作江门河、蓬江，位于中华人民共和国广东省江门市境内，是西江海洲水道连通崖门水道的主要水道，也是珠江口西部实现江海直航最经济便捷的通道。
西江之水自江门市的潮连岛/北街一帶流入江门水道，西流至东炮台转南流，至新会区会城大洞口注入崖门水道（大广海湾经济区银洲湖）。干流长23千米，河床平均比降0.5‰。

## 圖集

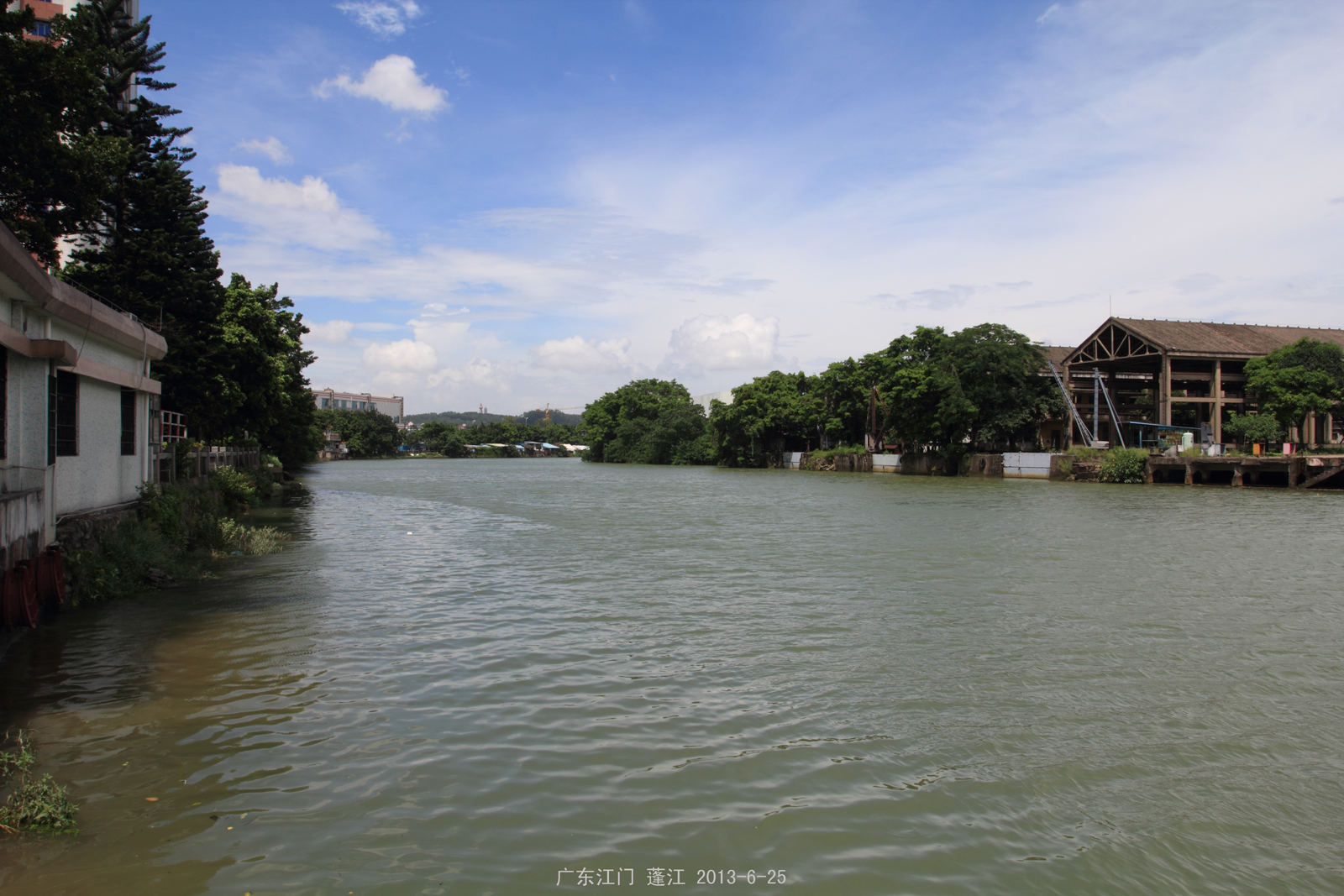
蓬江
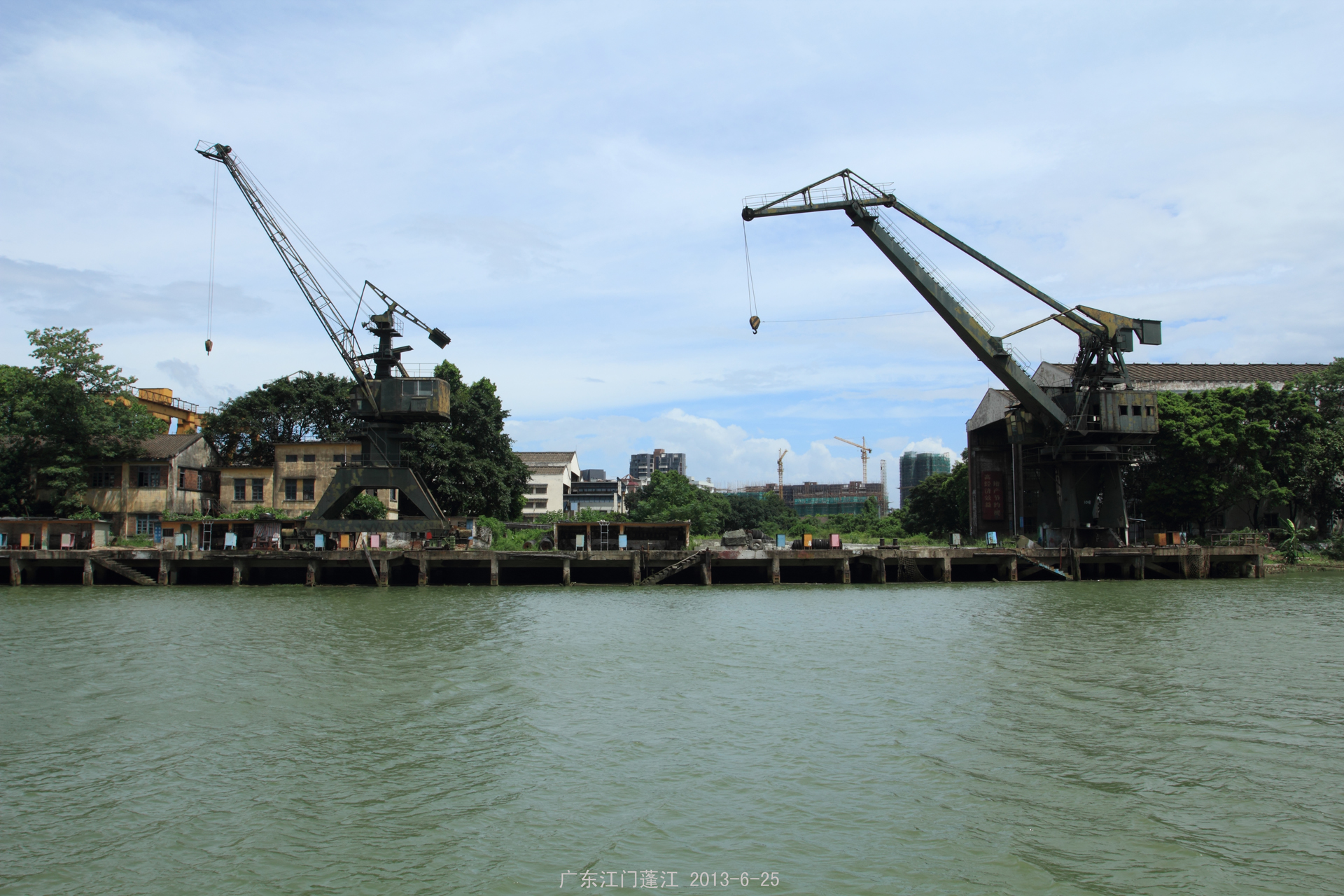
蓬江沿岸的修船厂
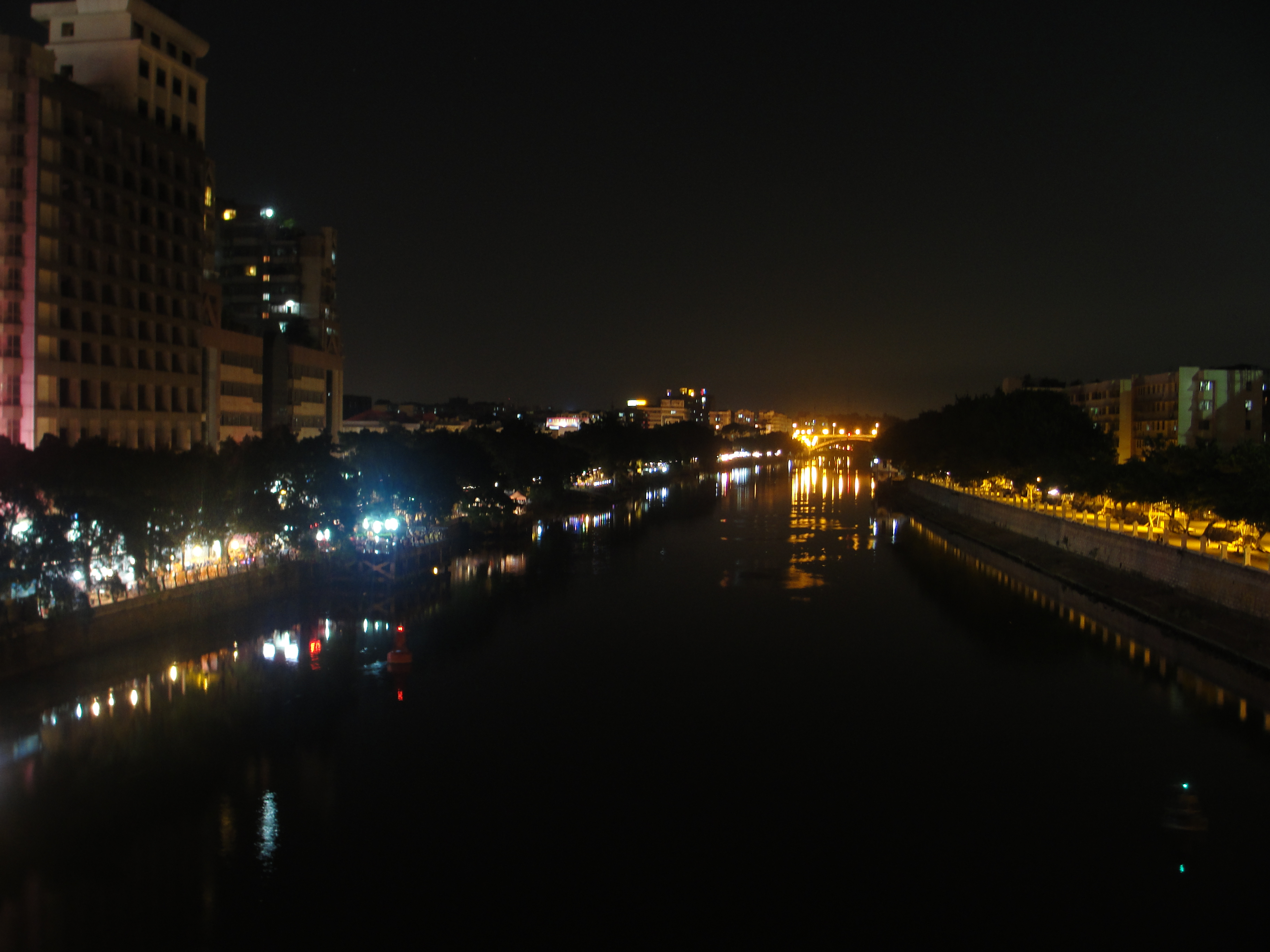
蓬江两岸的夜色